# Иоанидис, Павел Александрович
Па́вел Алекса́ндрович Иоани́дис (настоящее отчество Алексе́евич; 6 ноября 1916 года, Тюмень — 21 марта 1999 года, там же) — учитель физкультуры, инспектор Тюменского областного народного образования. Заслуженный учитель школы РСФСР (1966), почётный гражданин Тюмени (1995).

## Биография
Сын греческого подданного Алекоса Иоанидиса, приехавшего в Тюмень из Новороссийска, где имел свою хлебопекарню. В Тюмени, в годы НЭПа, он тоже организовал свое дело, но разорился из-за огромных налогов.
Работал учителем физкультуры в тюменских школах № 1, 6, 25. Его учениками были в том числе будущий Герой Советского Союза Виктор Худяков и известный артист Глеб Романов.
В 1945 году основал и стал первым директором тюменской детско-юношеской спортивной школы № 1 городского отдела народного образования. На некоторое время был отстранён от должности, потому что «сын иностранного подданного не может заниматься воспитанием советских детей», и работал на заводе «Механик» слесарем-инструментальщиком.
В 1957 году окончил заочное отделение Тюменского педагогического училища физического воспитания. С 1963 по 1965 был депутатом городского совета и членом президиума городского комитета профсоюза учителей.
Более 20 лет воспитывал будущих учителей физкультуры. Благодаря активному участию Иоанидиса в Тюменской области были открыты 25 детско-юношеских спортивных школ.
Иоанидис первым среди преподавателей физкультуры в Тюменской области в 1966 году был удостоен звания «Заслуженный учитель школы РСФСР». Имел многочисленные поощрения центральных и местных органов образования и спорта.
В 1980 году стал старшим инструктором областного спортивного комитета, в мае 1982 — сентябре 1983 был инспектором физического воспитания областного отдела народного образования. В 1985 году ушёл на пенсию.
Избирался депутатом городского Совета народных депутатов.

### Семья
- Жена — Раиса Полихроновна[1].
- Старший сын — Александр Павлович Иоанидис (?-2007).
  - Ирина Александровна Иоанидис (Кузьмина).
    - Правнучка — Валентина.
- Средний сын — Георгий Павлович Иоанидис.
- Младший сын — Константин Павлович Иоанидис.
  - Внук Иоанидис Андрей Константинович, правнучка Ксения и Полина, их дети Даниил, Дарина и Валерия.

## Награды и звания
- Медаль «За доблестный труд в годы Великой Отечественной войны 1941—1945 годов».
- 1966 — звание «Заслуженный учитель школы РСФСР».
- Звание «Судья Всесоюзной категории» по спортивной гимнастике.
- Медаль «Ветеран труда».
- 1995 — почётный гражданин Тюмени.